# Asylum Street Spankers
Az Asylum Street Spankers egy amerikai, varieté zenekar, amely a Texas állambeli Austin városában alakult 1994-ben. Az együttes zenei stílusa amerikai musical.
2006-ban a zenekar iraki háborúellenes szatirikus videója, a Stick Magnetic Ribbons on Your SUV nézettsége két hónap alatt meghaladta az egymilliót a YouTube-on. A videó 2007-ben, elnyerte a Webby Awards díját.
2011 januárjában az együttes a 10. Independent Music Awards díjkiosztóján gospel-album kategóriában nyert, God’s Favorite Band című lemezükkel.
Az együttes 2011 tavaszán feloszlott.

## Történet
Az együttes megalapítása, egy a Llano folyó mentén található Dabbs Hotelban egy party után történt 1994-ben, az USA-beli Texas államban. A zenekar tagjai utcai zenészekként járták Austin utcáit és különböző bárokban léptek fel.  A „Spankers”-ek (náspángolók) repertoárja kizárólag country, blues, jazz és szving műfajú, többnyire szatirikus szövegű dalokból álltak, az 1890-es évektől kezdve az 1950-es évekig bezárólag. Tagjai túlnyomórészt színészek voltak, akik több hangszeren is tudtak játszani. Legtöbb koncertjüket erősítő nélkül, akusztikus hangszerekkel adták, és színpadi fellépéseiket fokozott teatralitás, egyfajta vidám operett jellemezte. Az Asylum Street Spankers játszott klubokban, színházakban és fesztiválokon, szerte az Egyesült Államokban és rendszeresen turnézott Európában és Japánban is.
A zenekar nevét Austin, Guadalupe Street nevű utcájáról kapta, amelynek beceneve egy időben „Asylum Street” volt – ugyanis ez az út, egy elmegyógyintézethez vezetett. A „spanker” egy régi zenész kifejezés, aki a hangszerén erőteljesen és szakszerűen játszik.
A 2010 végén Wammo is kilépett a zenekarból, így Christina Marrs volt az utolsó megmaradt alapító tag. Az együttes tagjai az utolsó 2011-es búcsú turnéjuk után úgy határoztak, hogy feloszlanak.

## Diszkográfia

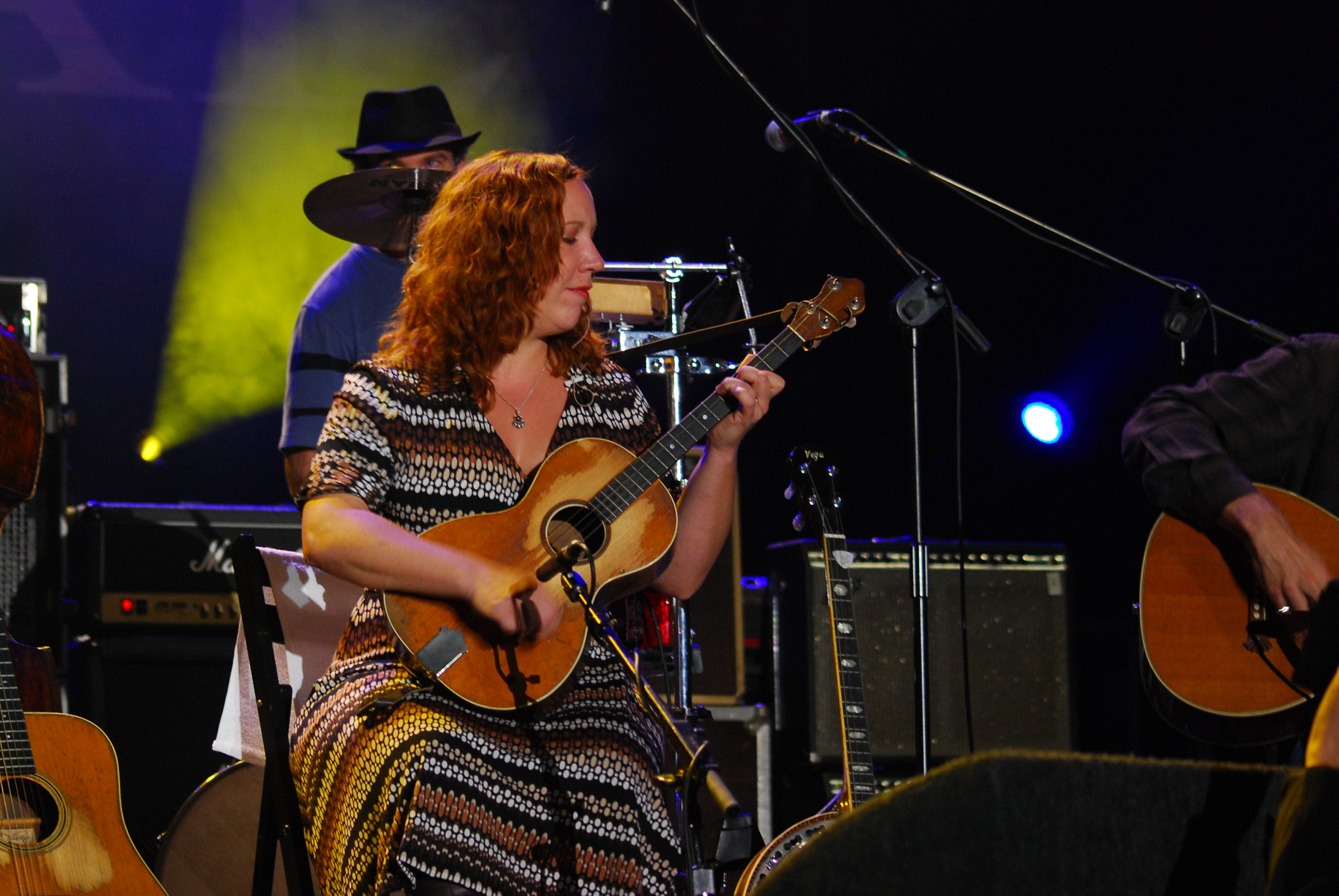
Christina Marrs az Asylum Street Spankers zenekarban (Rawa Blues Fesztivál, 2007)

### Albumok
- „Live (1995, out of print)
- Spanks for the Memories (1996)
- Nasty Novelties (EP, 1997)
- Hot Lunch (1999)
- Spanker Madness (2000)
- A Christmas Spanking (2001)
- Dirty Ditties (EP, 2002)
- "Stinkin'" b/w "Goodbye Cousin Early" (single, 2002)
- My Favorite Record (2002)
- Strawberry (Live)(2003, recorded 1998)
- Mercurial (2004)
- Pussycat (2005)
- Mommy Says No! (2006)
- What? And Give Up Show Biz? (2 disk live set, 2008)
- God's Favorite Band (2009)
- The Last Laugh (2014)

### Videók
- Sideshow Fez (DVD)
- Re-Assembly (2005) (DVD)
- Stick Magnetic Ribbons on Your SUV  (2006)

## Kapcsolódó információk
- Asylum Street Spankers albumai[halott link]
- Asylum Street Spankers a facebookon